# Ichthyscopus insperatus
Ichthyscopus insperatus és una espècie de peix pertanyent a la família dels uranoscòpids.

## Descripció
- Pot arribar a fer 30 cm de llargària màxima.[5][6]

## Hàbitat
És un peix marí, demersal i de clima tropical.

## Distribució geogràfica
Es troba a l'Índic oriental: el nord-oest d'Austràlia.

## Observacions
És inofensiu per als humans.